# قطعنامه ۲۱۶۷ شورای امنیت

قطعنامه 2167 شورای امنیت سازمان ملل متحد شامل این کشورها شده است.

قطعنامه ۲۱۶۷ شورای امنیت سازمان ملل متحد سندی بین‌المللی دربارهٔ تأیید دوبارهٔ حمایت‌های اتحادیه آفریقا و اتحادیه اروپا از عملیات نیروهای صلح‌بان است. این قطعنامه طی نشست شورای امنیت سازمان ملل متحد در تاریخ ۲۸ ژوئیه ۲۰۱۴ میلادی با ۱۵ رأی موافق، ۰ مخالف و ۰ ممتنع به تصویب رسید.